# Беорлежи
Беорлежи (фр. Béhorléguy) насеље је и општина у југозападној Француској у региону Аквитанија, у департману Атлантски Пиринеји која припада префектури Бајон.
По подацима из 2011. године у општини је живело 76 становника, а густина насељености је износила 3,69 становника/km². Општина се простире на површини од 21 km². Налази се на средњој надморској висини од 694 метара (максималној 1.267 m, а минималној 299 m).

## Демографија
| 1962. | 1968. | 1975. | 1982. | 1990. | 1999. | 2011. |
| ----- | ----- | ----- | ----- | ----- | ----- | ----- |
| 135   | 121   | 112   | 91    | 72    | 72    | 76    |

График промене броја становника у току последњих година